# Phytomyptera canella
Phytomyptera canella är en tvåvingeart som först beskrevs av Herting 1967.  Phytomyptera canella ingår i släktet Phytomyptera och familjen parasitflugor. Inga underarter finns listade i Catalogue of Life.